# Nadleśnictwo Kaliska
Nadleśnictwo Kaliska – jednostka organizacyjna Lasów Państwowych podległa Regionalnej Dyrekcji Lasów Państwowych w Gdańsku, której siedziba znajduje się w Kaliskach.
"Nadleśnictwo Kaliska" w obecnych granicach powstało 1 stycznia 1973 roku, wcześniej obszary te należały do nadleśnictw: "Bartel Wielki", "Wirty" i historycznego nadleśnictwa "Leśna Huta" (włączonego wcześniej w struktury nadleśnictwa Bartel Wielki). Obszary lasów państwowych zarządzanych przez nadleśnictwo rozpościerają się na obszarze trzech powiatów województwa pomorskiego: chojnickiego, kościerskiego i starogardzkiego. Powierzchnia gruntów leśnych zarządzana przez nadleśnictwo to 19 849 ha. Pod względem regionalizacji geograficznej obejmuje północne połacie kompleksu leśnego Borów Tucholskich znajdujące się na pograniczu pojezierzy południowo i wschodniopomorskiego.

## Struktura

### Obręb Wirty
- Leśnictwo Borzechowo (Ścieżka dydaktyczna "Leśna szkoła")
- Arboretum Wirty